# Coptops andamanica
Coptops andamanica är en skalbaggsart som beskrevs av Stefan von Breuning 1935. Coptops andamanica ingår i släktet Coptops och familjen långhorningar. Inga underarter finns listade i Catalogue of Life.